# (32776) Nriag
(32776) Nriag (1987 KG5) – planetoida z pasa głównego asteroid okrążająca Słońce w ciągu 4,21 lat w średniej odległości 2,61 j.a. Odkryta 29 maja 1987 roku.